# Паламарчук, Дмитрий Николаевич
Дми́трий Никола́евич Паламарчу́к (род. 23 мая 1989, Тирасполь, Молдавская ССР, СССР) — дипломат и государственный и политический деятель Приднестровской Молдавской Республики. Заместитель министра иностранных дел Приднестровской Молдавской Республики с 19 августа 2015 по 30 декабря 2016. Чрезвычайный и полномочный посланник II класса.

## Биография
Родился 23 мая 1989 в городе Тирасполь Молдавской ССР (ныне столица непризнанной Приднестровской Молдавской Республики).

### Образование
В 2006 окончил Тираспольскую гуманитарно-математическую гимназию.
В 2011 окончил Приднестровский государственный университет имени Т. Г. Шевченко по специальности «политология, международные отношения и геополитика».
В 2015 окончил факультет управления Российского государственного гуманитарного университета по специальности «государственное и муниципальное управление».

### Трудовая деятельность
С 9 февраля 2009 — работает в системе Министерства иностранных дел Приднестровской Молдавской Республики, где прошёл всю карьерную лестницу от должности референта до заместителя министра иностранных дел. Занимал должности:
- референта Управления по международным организациям и странам дальнего зарубежья
- советника Управления по международным организациям и странам дальнего зарубежья
- заместителя начальника Управления по переговорному процессу
- советника министра иностранных дел

С 19 августа 2015 по 30 декабря 2016 — заместитель министра иностранных дел Приднестровской Молдавской Республики.
По сегодняшний день работает в структуре МИДа и занимает должность начальника главного внешнеполитического управления МИД Приднестровья.

## Дипломатический ранг
- Чрезвычайный и полномочный посланник II класса (8 июня 2016)[6][7]

## Семья
Женат.

## Награды
- Медаль «За трудовую доблесть»
- Грамота Президента Президента Приднестровской Молдавской Республики (2012)[8]
- Медаль «За отличие в труде» (2013)[9]
- Медаль «За укрепление международного сотрудничества» (29 августа 2014) — за большой вклад в защиту, становление и развитие Приднестровской Молдавской Республики, активную общественную деятельность, добросовестный труд, высокий профессионализм и в связи с 24-й годовщиной со дня образования Приднестровской Молдавской Республики[10]
- Медаль «25 лет Приднестровской Молдавской Республике» (28 августа 2015) — за большой вклад в защиту, становление и развитие Приднестровской Молдавской Республики, активную общественную деятельность, добросовестный труд, высокий профессионализм и в связи с 25-й годовщиной со дня образования Приднестровской Молдавской Республики[11]
- Медаль «30 лет Приднестровской Молдавской Республики»[12]

## Книги
Соавтор книги «Рабочая тетрадь „Блокада Приднестровья: выживание вместо развития. Весь путь меж двух огней“»